# Circonscription de Khémisset-Oulmès
La circonscription de Khémisset-Oulmès est la circonscriptions législatives marocaines de la province de Khémisset située en région Rabat-Salé-Kénitra. Elle est représentée dans la Xe législature par Mohamed Lahmouch, Mohamed Achrourou et Lahbib El Houssaini.

## Historique des députations
| Législature | Début de mandat  | Fin de mandat    | Députés élus | Députés élus          | Députés élus | Députés élus            | Députés élus | Députés élus                 |
| ----------- | ---------------- | ---------------- | ------------ | --------------------- | ------------ | ----------------------- | ------------ | ---------------------------- |
| IXe         | 26 novembre 2011 | 7 octobre 2016   |              | Mohamed Lahmouch (MP) |              | Mohamed Achrourou (PAM) |              | Abdellah Benhamou (PJD)      |
| Xe          | 8 octobre 2016   | 8 septembre 2021 |              | Mohamed Lahmouch (MP) |              | Mohamed Achrourou (PAM) |              | Lahbib El Houssaini (PPS)    |
| XIe         | 9 septembre 2021 | ?                |              | Mohamed Lahmouch (MP) |              | Mohamed Achrourou (PAM) |              | Abdesslam El Bouirmani (RNI) |

## Historique des élections

### Découpage électoral d'octobre 2011

#### Élections de 2016
| Parti       | Parti                                               | Voix    | %      | Député(s) élus      |
| ----------- | --------------------------------------------------- | ------- | ------ | ------------------- |
|             | Mouvement populaire (MP)                            | 13 470  | 24,27  | Mohamed Lahmouch    |
|             | Parti authenticité et modernité (PAM)               | 10 571  | 19,05  | Mohamed Achrourou   |
|             | Parti du progrès et du socialisme (PPS)             | 9 950   | 17,93  | Lahbib El Houssaini |
|             | Rassemblement national des indépendants (RNI)       | 7 561   | 13,62  |                     |
|             | Parti de la justice et du développement (PJD)       | 4 435   | 7,99   |                     |
|             | Mouvement démocratique et social (MDS)              | 3 917   | 7,06   |                     |
|             | Parti de l'Istiqlal (PI)                            | 1 764   | 3,18   |                     |
|             | Front des forces démocratiques (FFD)                | 973     | 1,75   |                     |
|             | Parti démocratique de l'indépendance (PDI)          | 935     | 1,68   |                     |
|             | Fédération de la gauche démocratique (FGD)          | 863     | 1,55   |                     |
|             | Parti de la liberté et de la justice sociale (PLJS) | 232     | 0,42   |                     |
|             | Union socialiste des forces populaires (USFP)       | 182     | 0,33   |                     |
|             | Parti de la Réforme et du développement (PRD)       | 157     | 0,28   |                     |
|             | Parti de la société démocratique (PSD)              | 134     | 0,24   |                     |
|             | Parti de la renaissance et de la vertu (PRV)        | 131     | 0,24   |                     |
|             | Parti du centre social (PCS)                        | 101     | 0,18   |                     |
|             | Parti de la gauche verte (PGV)                      | 94      | 0,17   |                     |
|             | Parti des néo-démocrates (PND)                      | 34      | 0,06   |                     |
|             |                                                     |         |        |                     |
| Inscrits    | Inscrits                                            | 129 320 | 100,00 |                     |
| Abstentions | Abstentions                                         | 73 816  | 57,08  |                     |
| Exprimés    | Exprimés                                            | 55 504  | 42,92  |                     |

#### Élections de 2021
| Parti       | Parti                                                       | Voix    | %      | Députés élus           |  |
| ----------- | ----------------------------------------------------------- | ------- | ------ | ---------------------- |  |
|             | Rassemblement national des indépendants (RNI)               | 18 342  | 23,52  | Abdesslam El Bouirmani |  |
|             | Mouvement populaire (MP)                                    | 17 516  | 22,46  | Mohamed Lahmouch       |  |
|             | Parti authenticité et modernité (PAM)                       | 15 811  | 20,27  | Mohamed Achrourou      |  |
|             | Mouvement démocratique et social (MDS)                      | 8 521   | 10,93  |                        |  |
|             | Parti de l'Istiqlal (PI)                                    | 3 371   | 4,32   |                        |  |
|             | Parti du progrès et du socialisme (PPS)                     | 3 366   | 4,32   |                        |  |
|             | Parti des Néo-Démocrates (PND)                              | 2 011   | 2,58   |                        |  |
|             | Union constitutionnelle (UC)                                | 1 268   | 1,63   |                        |  |
|             | Parti démocratique de l'indépendance (PDI)                  | 1 094   | 1,40   |                        |  |
|             | Parti de la réforme et du développement (PRD)               | 1 051   | 1,35   |                        |  |
|             | Parti de la justice et du développement (PJD)               | 893     | 1,15   |                        |  |
|             | Parti de l'équité (PRE)                                     | 767     | 0,98   |                        |  |
|             | Parti de l'environnement et du développement durable (PEDD) | 702     | 0,90   |                        |  |
|             | Alliance de la fédération de gauche (AGD)                   | 585     | 0,75   |                        |  |
|             | Parti socialiste unifié (PSU)                               | 512     | 0,66   |                        |  |
|             | Union socialiste des forces populaires (USFP)               | 485     | 0,62   |                        |  |
|             | Parti de l'Espoir (PE)                                      | 369     | 0,47   |                        |  |
|             | Parti de l'unité et de la démocratie (PUD)                  | 313     | 0,40   |                        |  |
|             | Parti du centre social (PCS)                                | 296     | 0,38   |                        |  |
|             | Parti de la société démocratique (PSD)                      | 249     | 0,32   |                        |  |
|             | Parti vert marocain (PVM)                                   | 208     | 0,27   |                        |  |
|             | Parti de la liberté et de la justice sociale (PLJS)         | 149     | 0,19   |                        |  |
|             | Parti de la renaissance (PAN)                               | 111     | 0,14   |                        |  |
|             |                                                             |         |        |                        |  |
| Inscrits    | Inscrits                                                    | 143 920 | 100,00 |                        |  |
| Abstentions | Abstentions                                                 | 65 930  | 45,81  |                        |  |
| Exprimés    | Exprimés                                                    | 77 990  | 54,19  |                        |  |